# خافيير إيلانا
خافيير إيلانا (بالإسبانية: Javier Illana García)‏ هو غطاس إسباني، ولد في 12 سبتمبر 1985 في مدريد في إسبانيا.

## وصلات خارجية
- خافيير إيلانا على موقع الاتحاد الدولي للسباحة (الإنجليزية)
- خافيير إيلانا على موقع قاعدة بيانات الغوص IAT (الألمانية)
- خافيير إيلانا على موقع أوليمبيديا (الإنجليزية)